# Ulica Jabłonowskich w Krakowie
Ulica Jabłonowskich – ulica w Krakowie, w dzielnicy I Stare Miasto, na Nowym Świecie. W latach 1952–1990 ulica Stanisława Ziai.

## Historia
Duży obszar terenu leżący na zachód od murów miejskich należał do rodziny Jabłonowskich. Kiedy w latach siedemdziesiątych i osiemdziesiątych XIX wieku Kraków znacznie się rozrastał w tym kierunku, tereny te zostały rozparcelowane i przeznaczone na budowę domów mieszkalnych. Miasto na tym terenie bardzo szybko wyznaczyło sieć ulic. Obecna ulica Jabłonowskich została wytyczona w końcu lat osiemdziesiątych XIX wieku. Nazwę nadano jej w 1890 roku. W 1952 roku nazwa ulicy została zmieniona na ul. Stanisława Ziai – działacza ruchu robotniczego i członka KPP i PPR żyjącego w latach 1903–1944. Stanisław Ziaja w roku 1937 mieszkał w I Domu Akademickim mieszczącym się właśnie przy ul. Jabłonowskich. Pierwotna nazwa została przywrócona przez Radę Miasta Krakowa w 1990 roku.

## Zabudowa
- ul. Jabłonowskich 3 – kamienica, proj. Józef Pokutyński, 1899.
- ul. Jabłonowskich 5 – kamienica, proj. Beniamin Torbe, 1902–1903.
- ul. Jabłonowskich 6 – kamienica, proj. Beniamin Torbe, 1900.
- ul. Jabłonowskich 7 – kamienica, proj. Leopold Tlachna, 1902–1903.
- ul. Jabłonowskich 8 – kamienica, proj. Aleksander Biborski, 1899–1900.

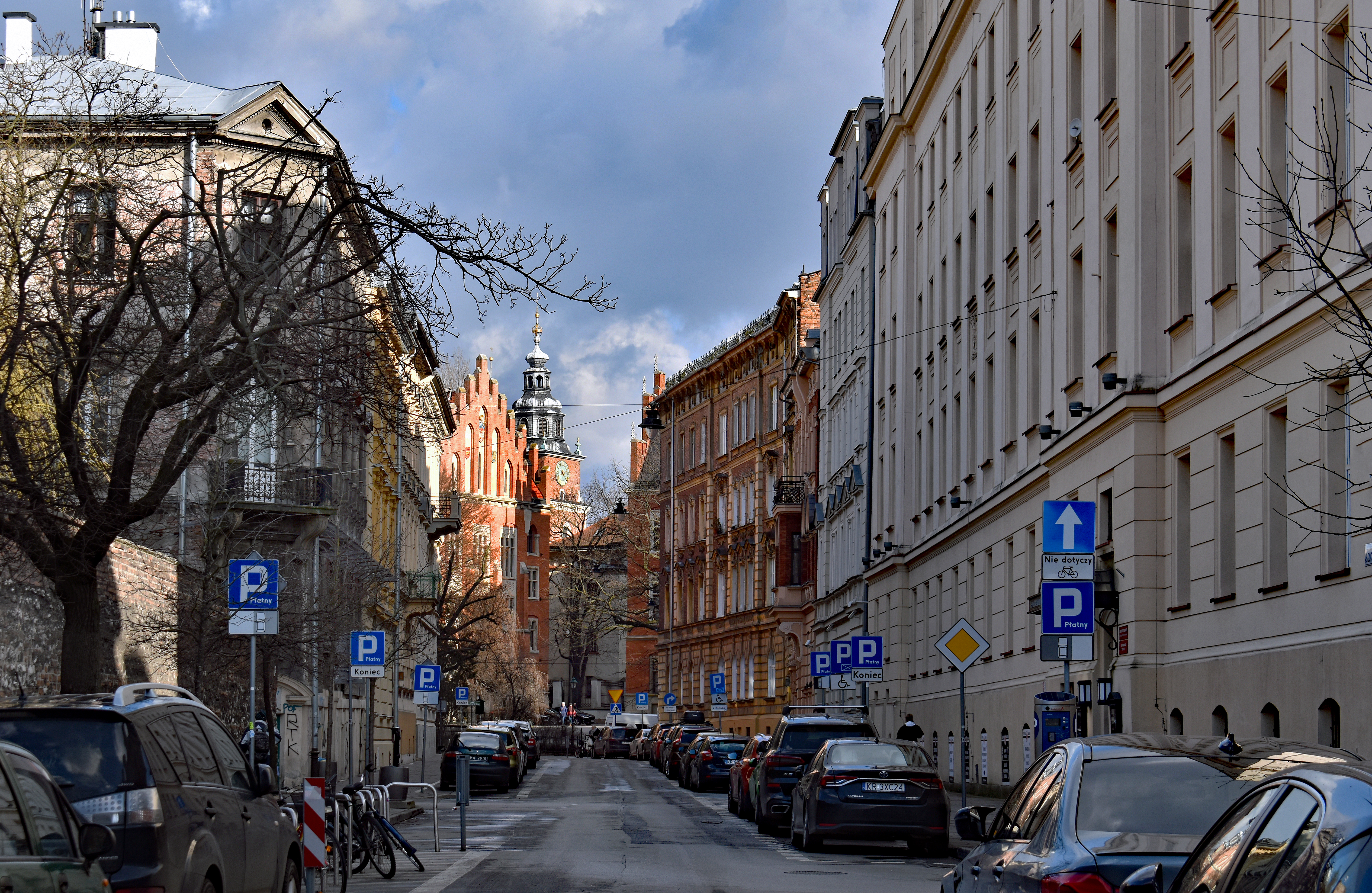
Widok na wschód
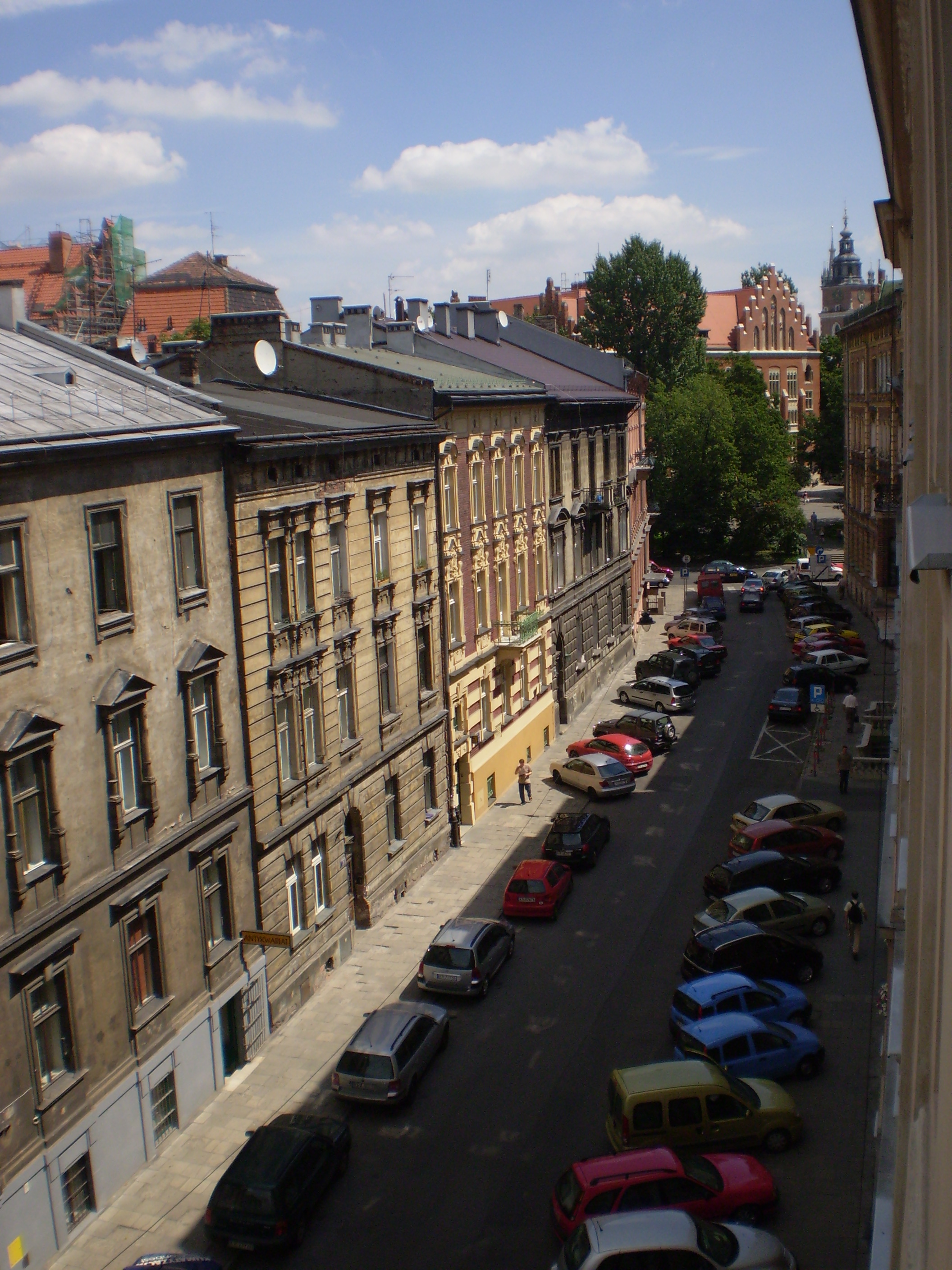
Widok z okien Bratniaka (2007)
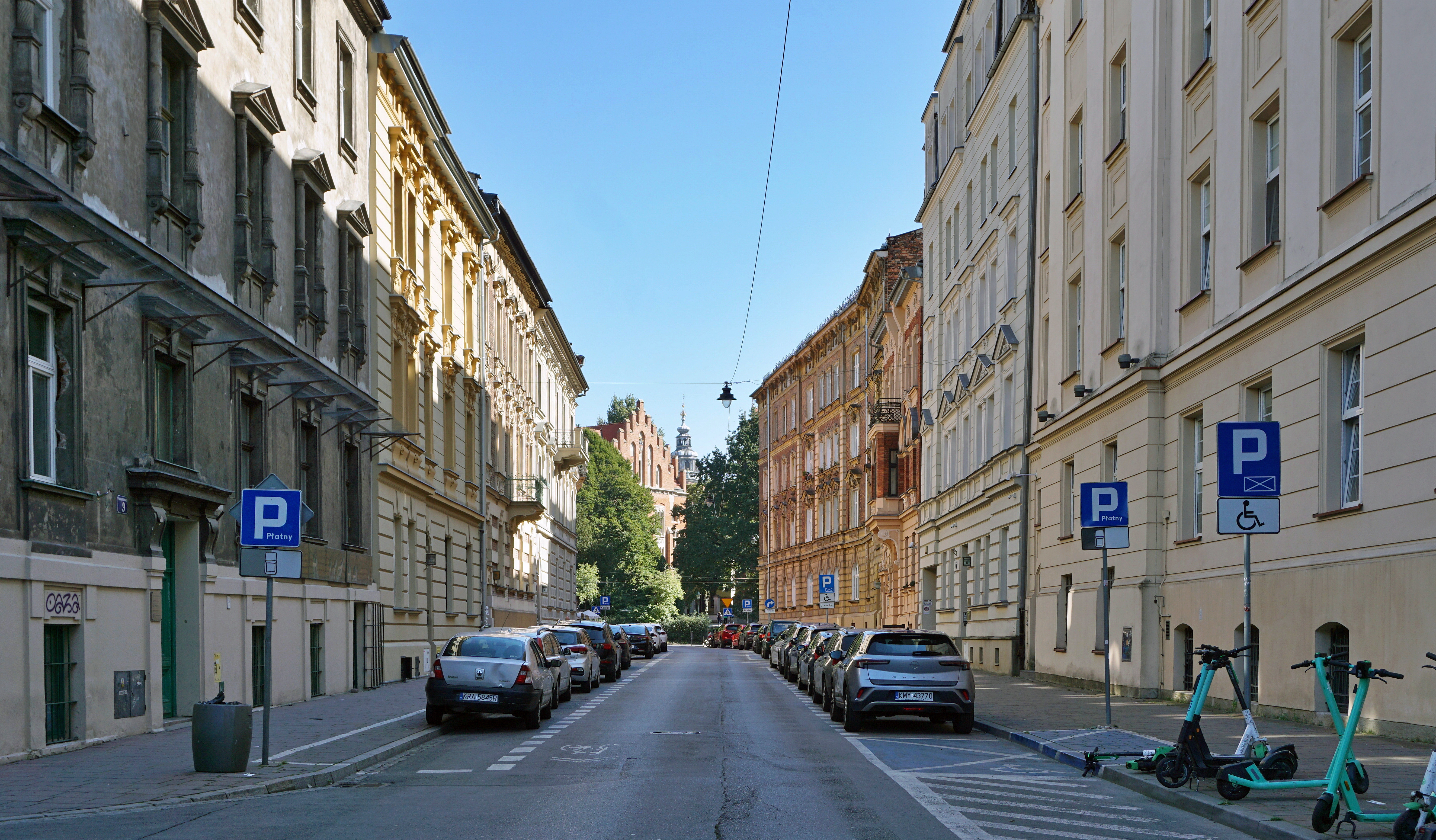
Widok na wschód, na wysokości skrzyżowania z ulicą Loretańską
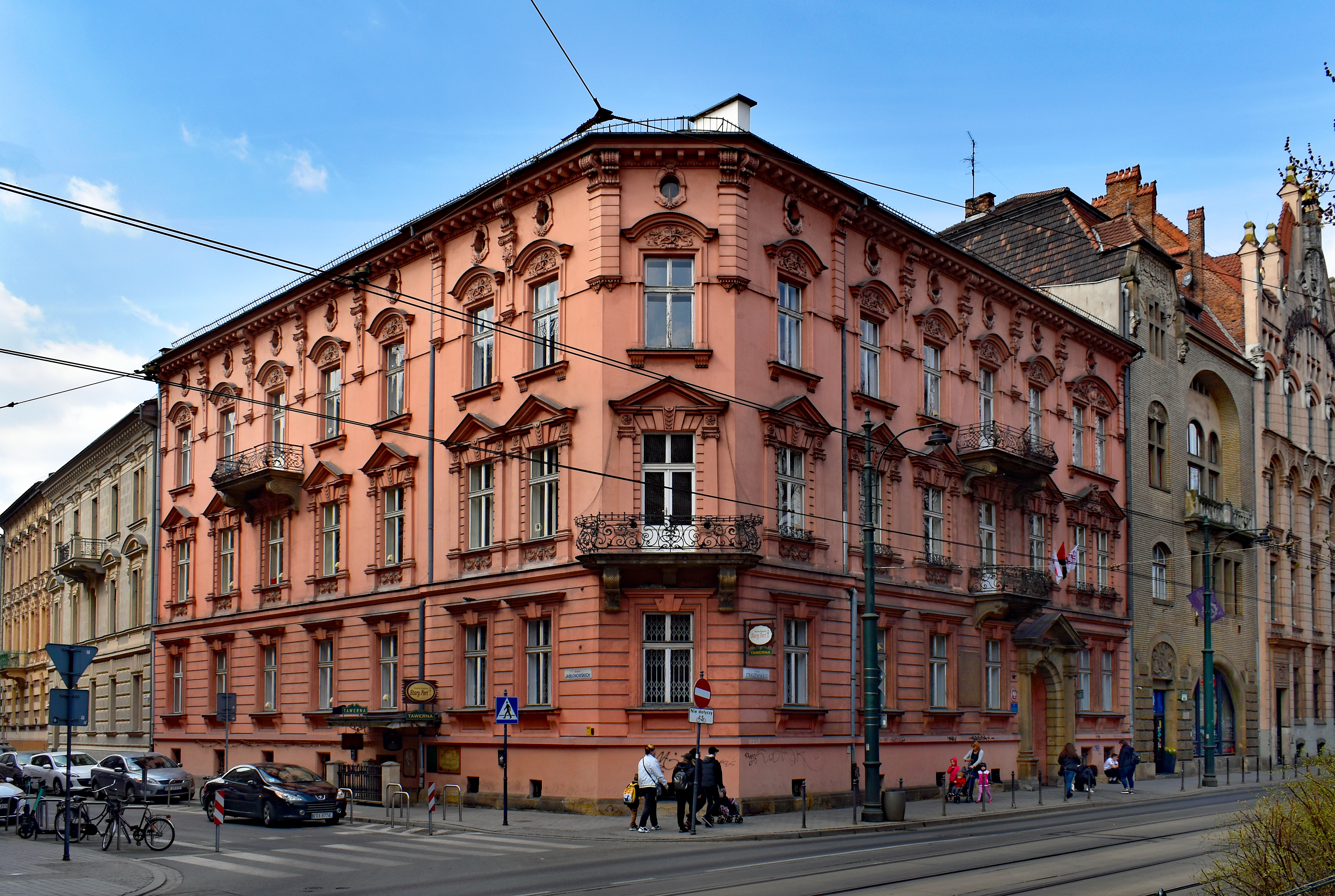
ul. Jabłonowskich 1 Dom im. Hussarzewskich (proj. Józef Pakies, 1897)
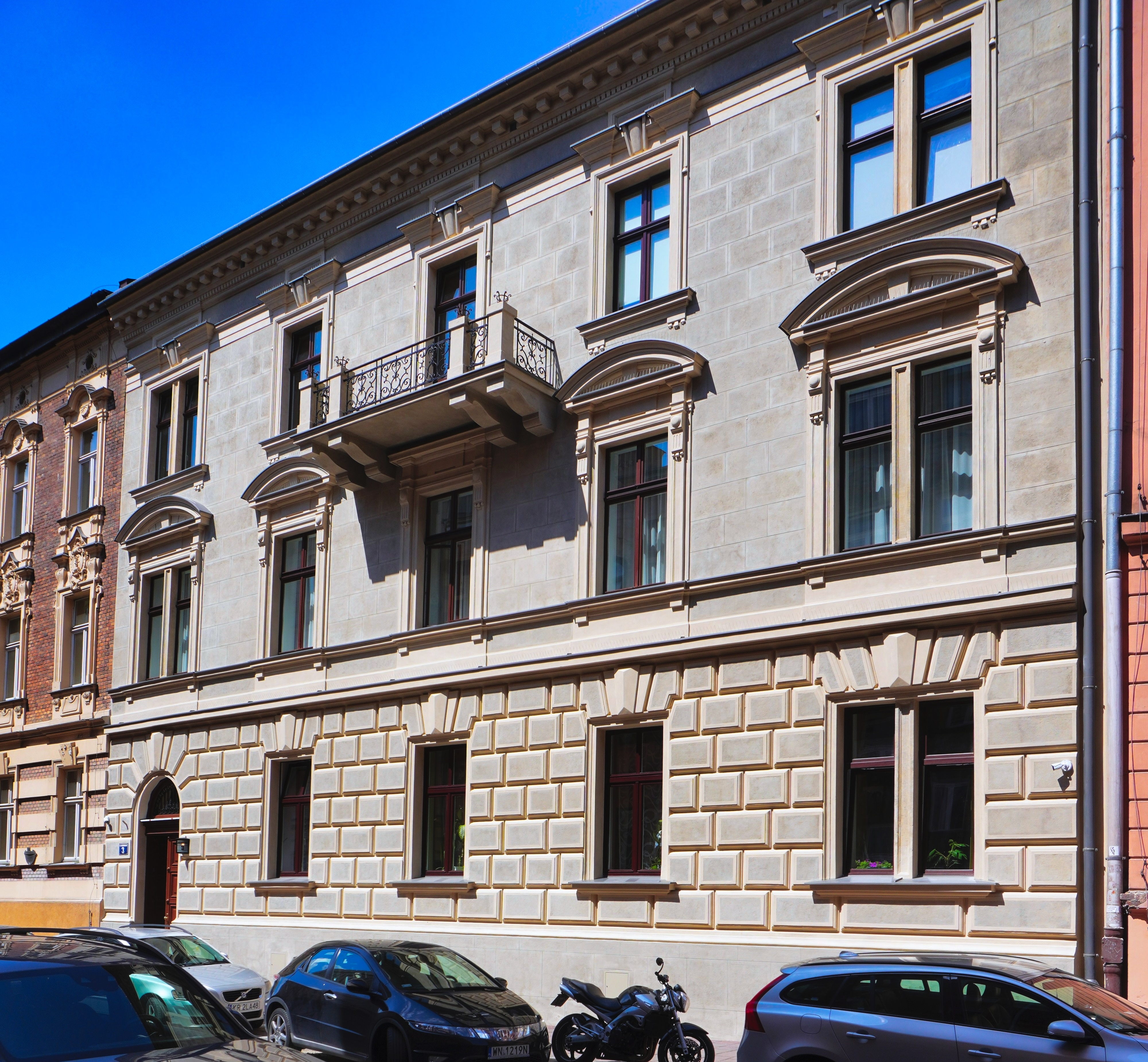
ul. Jabłonowskich 3 Kamienica (proj. Józef Pokutyński, 1899)
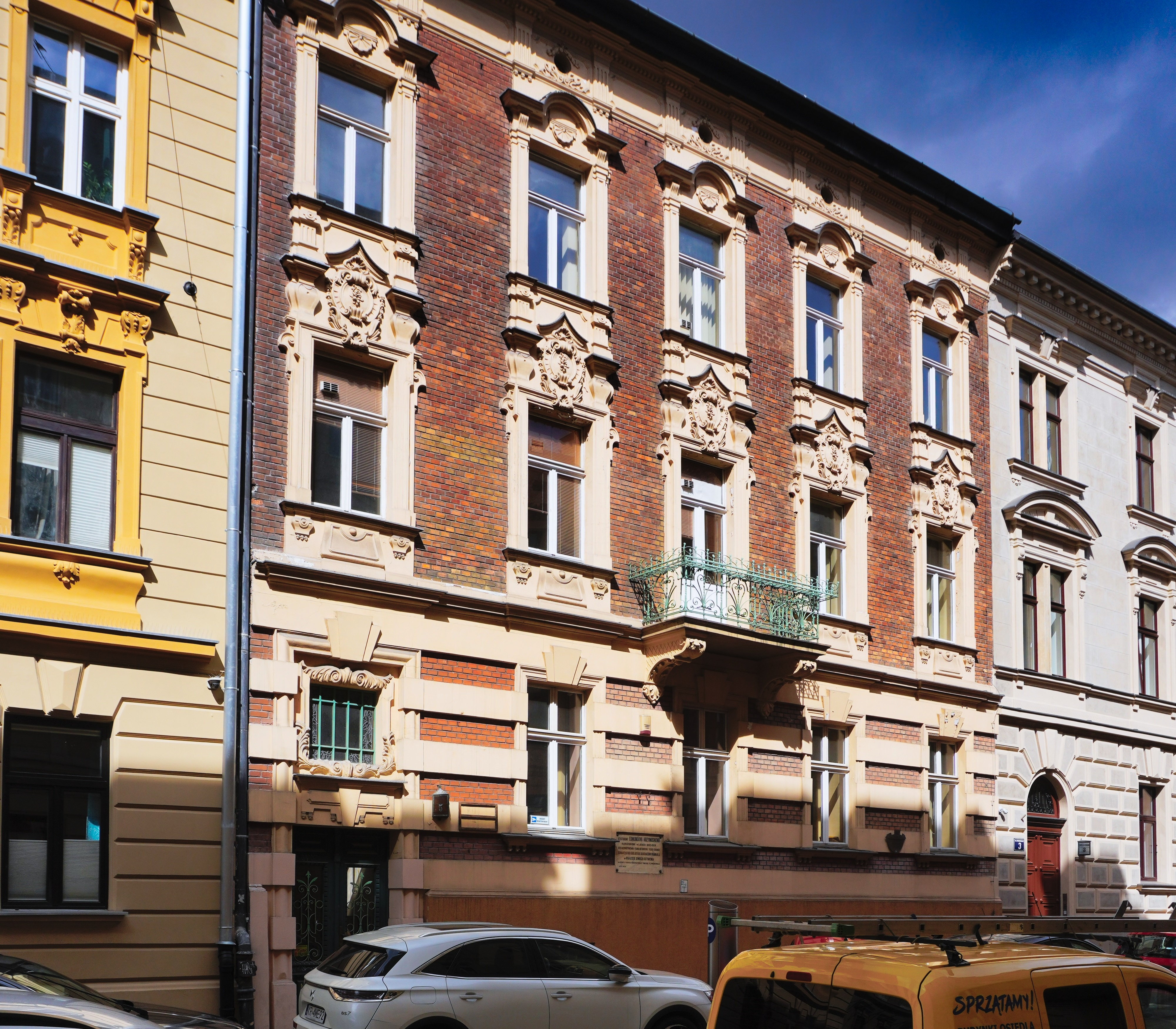
ul. Jabłonowskich 5 Kamienica (proj. Beniamin Torbe, 1902)
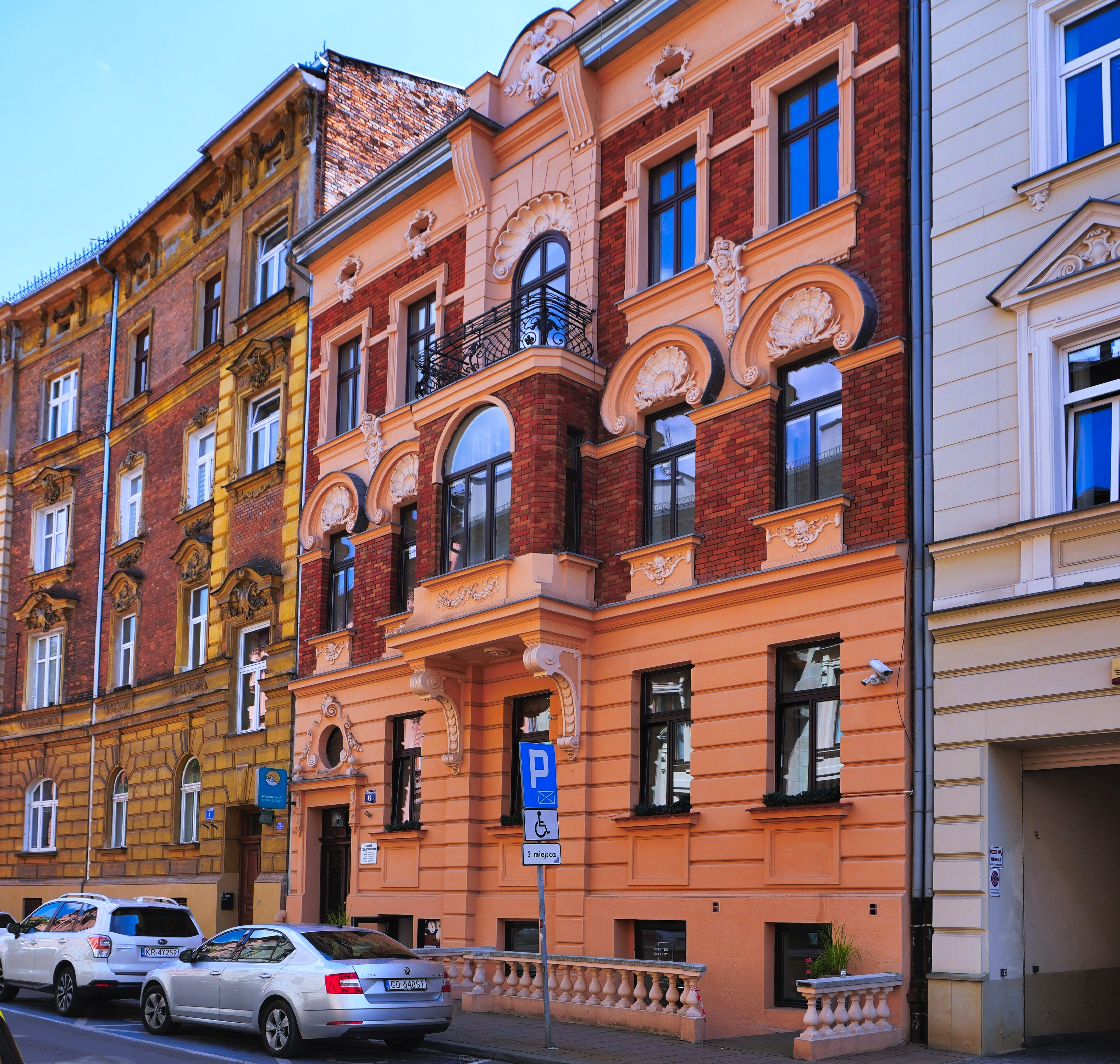
ul. Jabłonowskich 6 Kamienica (proj. Beniamin Torbe, 1900)
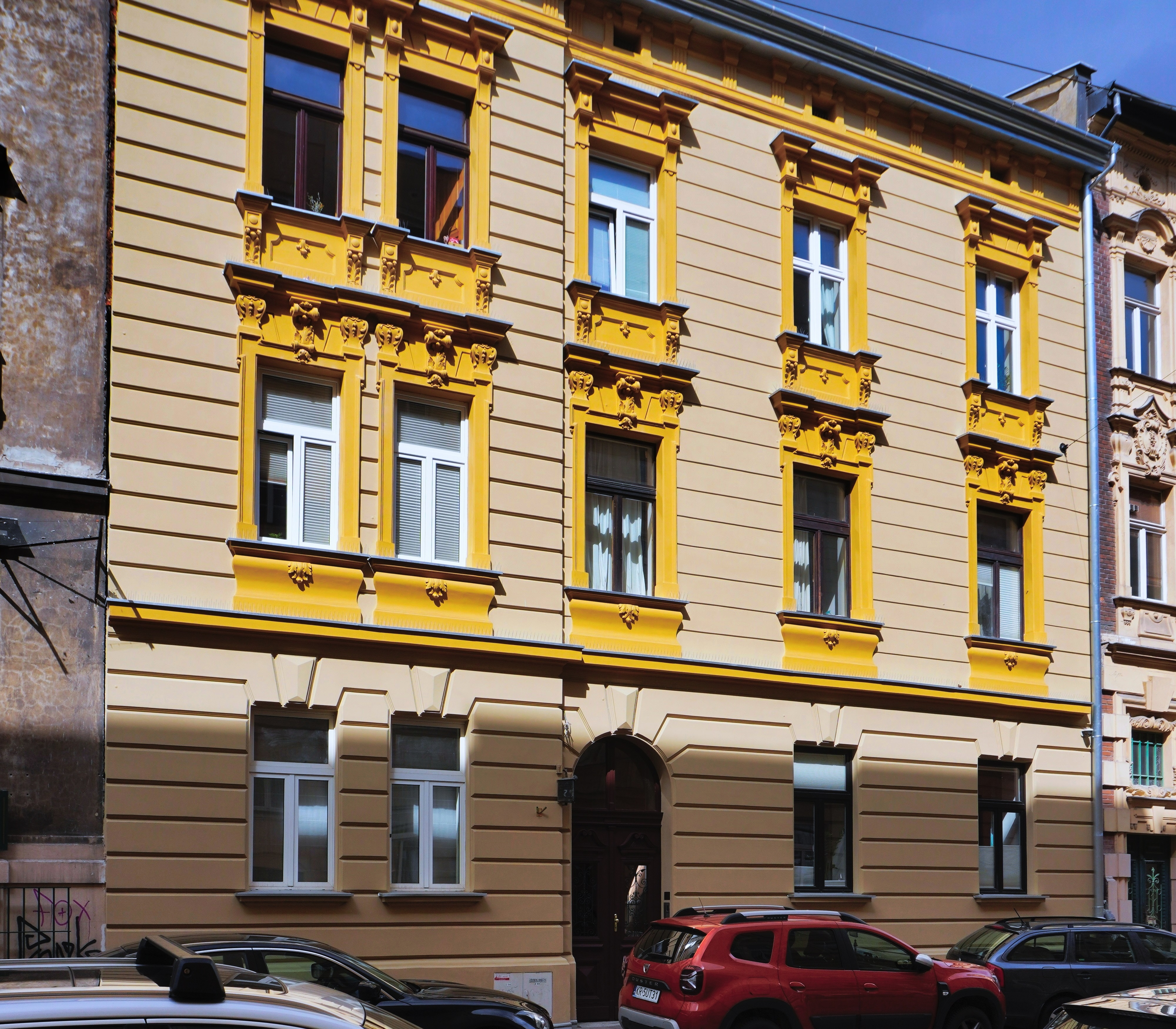
ul. Jabłonowskich 7 Kamienica (proj. Leopold Tlachna, 1902–1903)
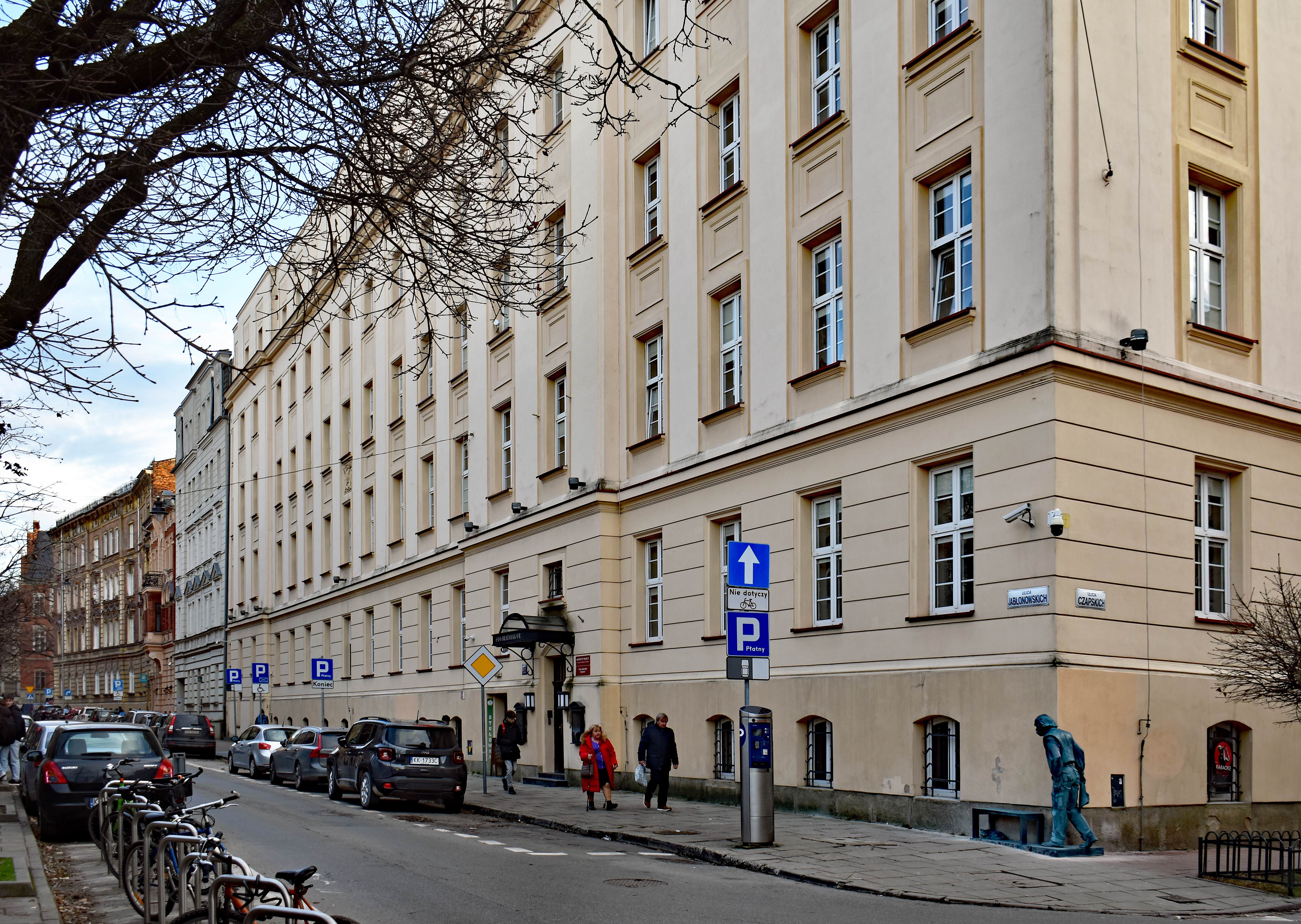
ul. Jabłonowskich 10-12 (ul. Czapskich 2) I Dom Studencki UR „Bratniak”
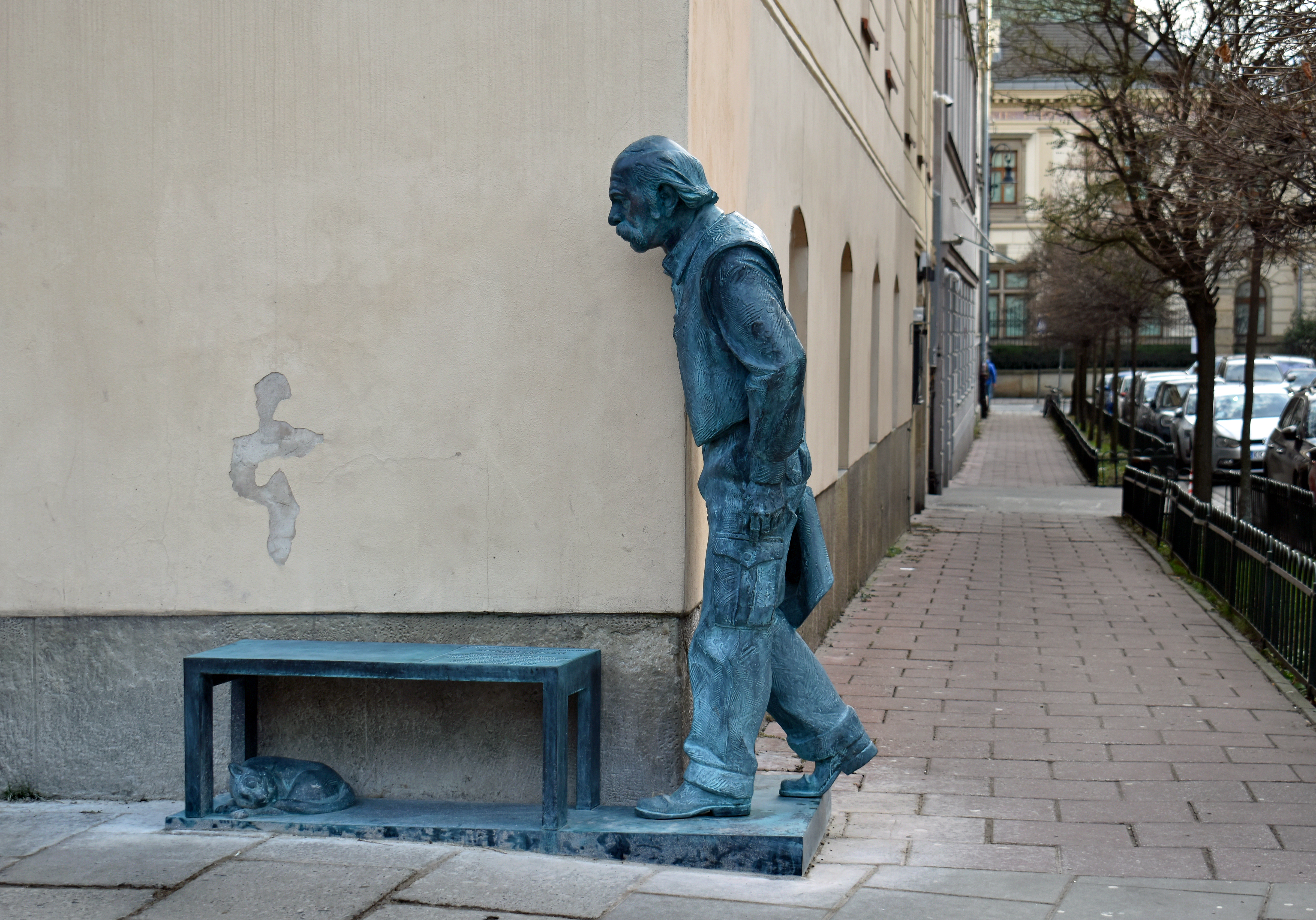
Pomnik Bohdana Smolenia na rogu ulic Jabłonowskich i Czapskich